# محاسبة الرواتب
محاسبة الرواتب هي وظيفة تنقسم إلى جزئين رئيسيين وهما
1. احتساب الاستحقاقات
2. احتساب الاقتطاعات

ويكون الناتج من طرح الاقتطاعات من الاستحقاقات هو صافي الراتب.
إن أهم بند في الاستحقاقات هو الراتب الأساسي وأهم بنود في الاقتطاعات هي الغيابات والتأخير والمغادرات
فلو قلنا أن راتبك الأساسي هو 310 دينار وقدقد غبت يوما واحدا، فيكون راتبك الصافي (لشهر 5 على سبيل المثال) هو كما يلي
310 - (310 راتب أساسي ÷ 31 يوم من شهر 5 × عدد أيام الغياب)
= 310 - 10 = 300 دينار